# Léo Gausson
Léo Gausson (Lagny-sur-Marne, 14 februari 1860 - aldaar, 27 oktober 1944) was een Franse kunstschilder, beeldhouwer en graficus. Hij was een van de voorlopers van het neo-impressionisme in de regio Seine-et-Marne. Hij was altijd op zoek naar moderniteit en op het einde van zijn schildersloopbaan kwam hij dicht in de buurt van de levendige en gedurfde kleurcombinaties van Paul Gauguin en de school van Pont-Aven.

## Biografie
Léo Gausson werd geboren in Lagny-sur-Marne op 14 februari 1860. Hij maakte al vroeg kennis met kunst in het atelier van Eugène Froment, een vriend van de familie. Léo begon met het bestuderen van de beeldhouwkunst aan de École nationale supérieure des arts décoratifs, schakelde daarna over op de grafiek maar vond uiteindelijk zijn roeping in de schilderkunst. Via Antoine Cortès, een leerling van Constant Troyon gevestigd in Lagny, leerde hij de school van Barbizon kennen, maar hij was ook geïnteresseerd aan de moderne schilderkunst van de impressionisten. In het atelier van Froment maakte hij kennis met Maximilien Luce en Cavallo-Péduzzi die hem zouden beïnvloeden in de richting van het neo-impressionisme. Ze bestudeerden samen de wetenschappelijke grondslagen van de schilderkunst onder meer het werk van Eugène Chevreul: "De la loi du contraste simultané des couleurs".
Toen Georges Seurat en Paul Signac met de steun van Camille Pissarro hun eerste pointillistische werken realiseerden gingen ook zij de nieuwe techniek en de theorie van Eugène Chevreul vanaf 1886 enthousiast in toepassing brengen. Gausson exposeerde op de salons van de Société des Artistes Indépendants vanaf 1887 tot 1895. Hij frequenteerde het artistieke milieu in Parijs en raakte bevriend met onder meer Émile Bernard, Paul Signac en Camille Pissarro en diens zoon Lucien Pissarro.
Samen met Lucien Pissarro vormen de drie vrienden de Groupe de Lagny die een vijftal salons organiseerde tussen 1889 en 1904. Ze schilderden de landschappen in Lagny en de omgeving onder meer in Gouvernes, een van zijn lievelingsplaatsen. 
Gausson was een groot bewonderaar van Vincent van Gogh, op de tentoonstelling van de Artistes Indépendants van 1888 hingen hun werken naast elkaar. Hij wilde een werk ruilen met Vincent maar diens vroegtijdige dood maakte dit onmogelijk. Gausson schreef daarover een brief aan Theo van Gogh die de ruil alsnog liet doorgaan.
Van het pointillisme evolueerde hij naar het synthethisme. Vanaf 1890 tot 1894 maakt hij werken met vereenvoudigde vormen met vlakke tinten ingesloten met donkere contourlijnen. Hij liet zich hierbij inspireren door het werk van Gauguin en Les Nabis. Ze schilderden een subjectief zicht op de wereld in een extreem vereenvoudigde vorm. Gausson nam vanaf dan deel aan tentoonstellingen van de avant-garde in Saint-Germain-en-Laye, bij les XX in Brussel, l’Association Pour l'Art in Antwerpen, in de Barc de Bouteville in Parijs en op het Salon des Cent.

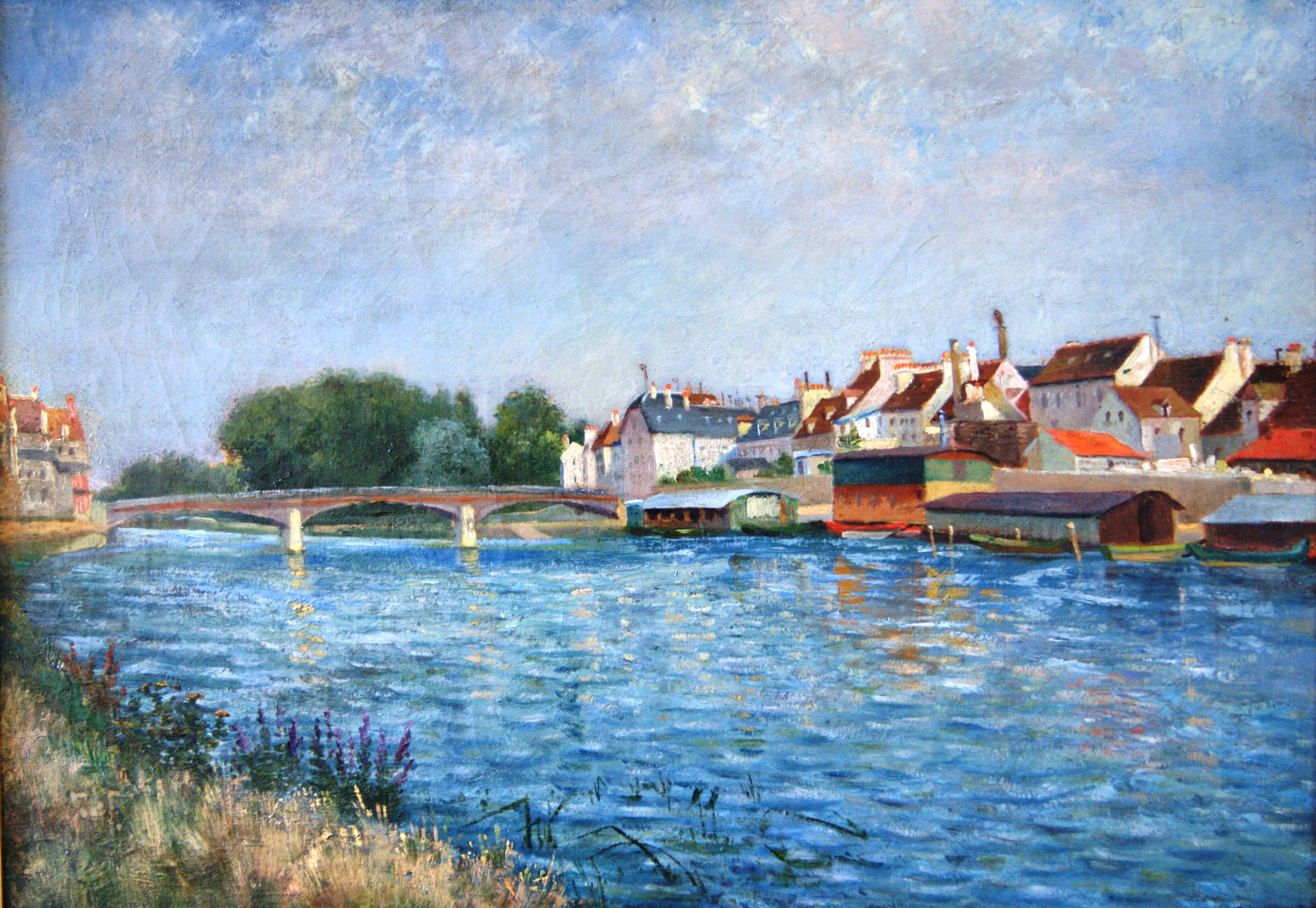
Marne en de 'bateaux lavoirs' in Lagny, 1885
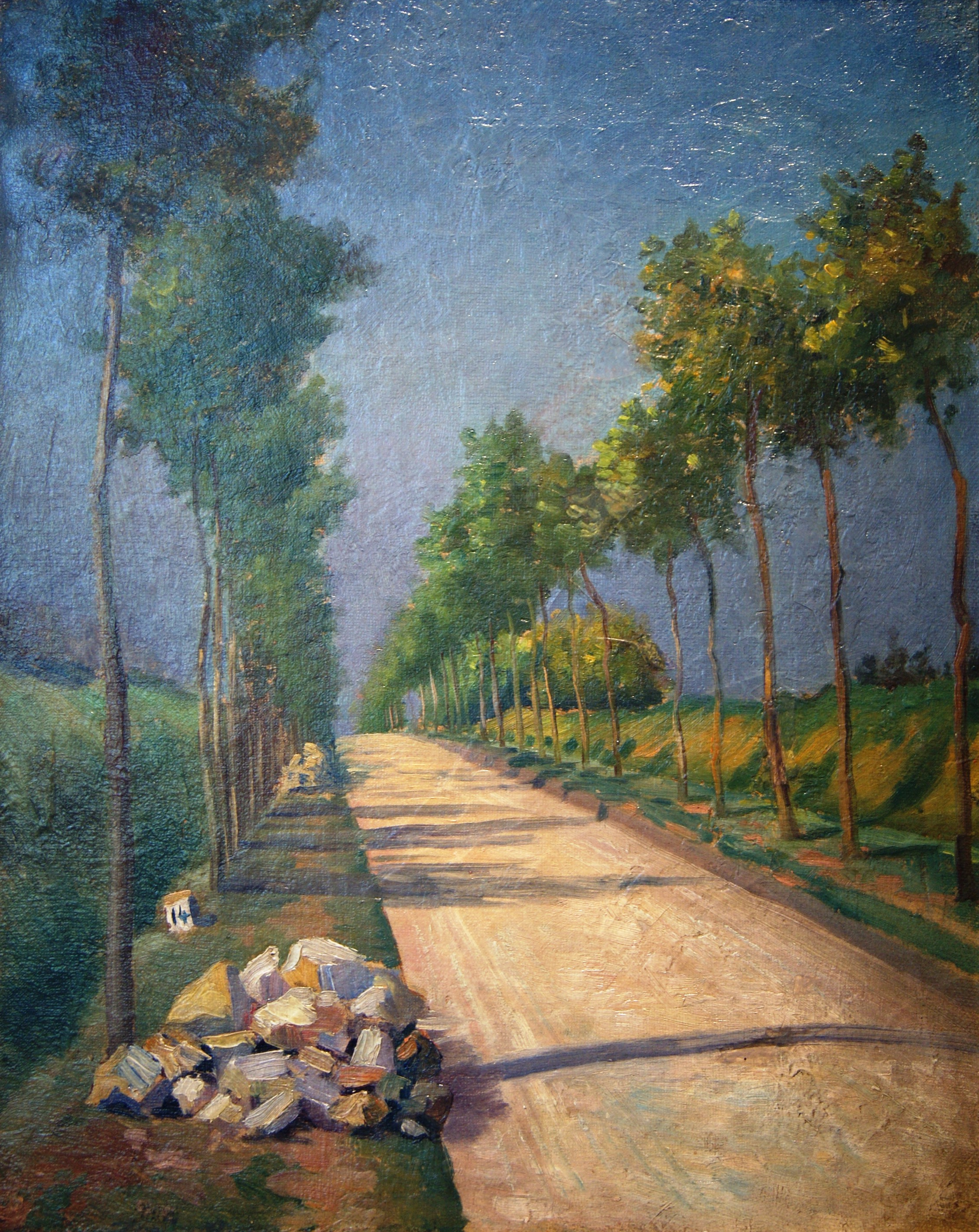
Route Nationale te Chessy, 1885
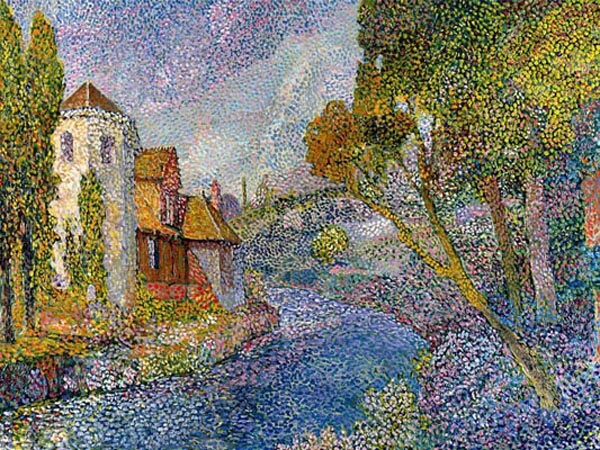
Landschap, 1886
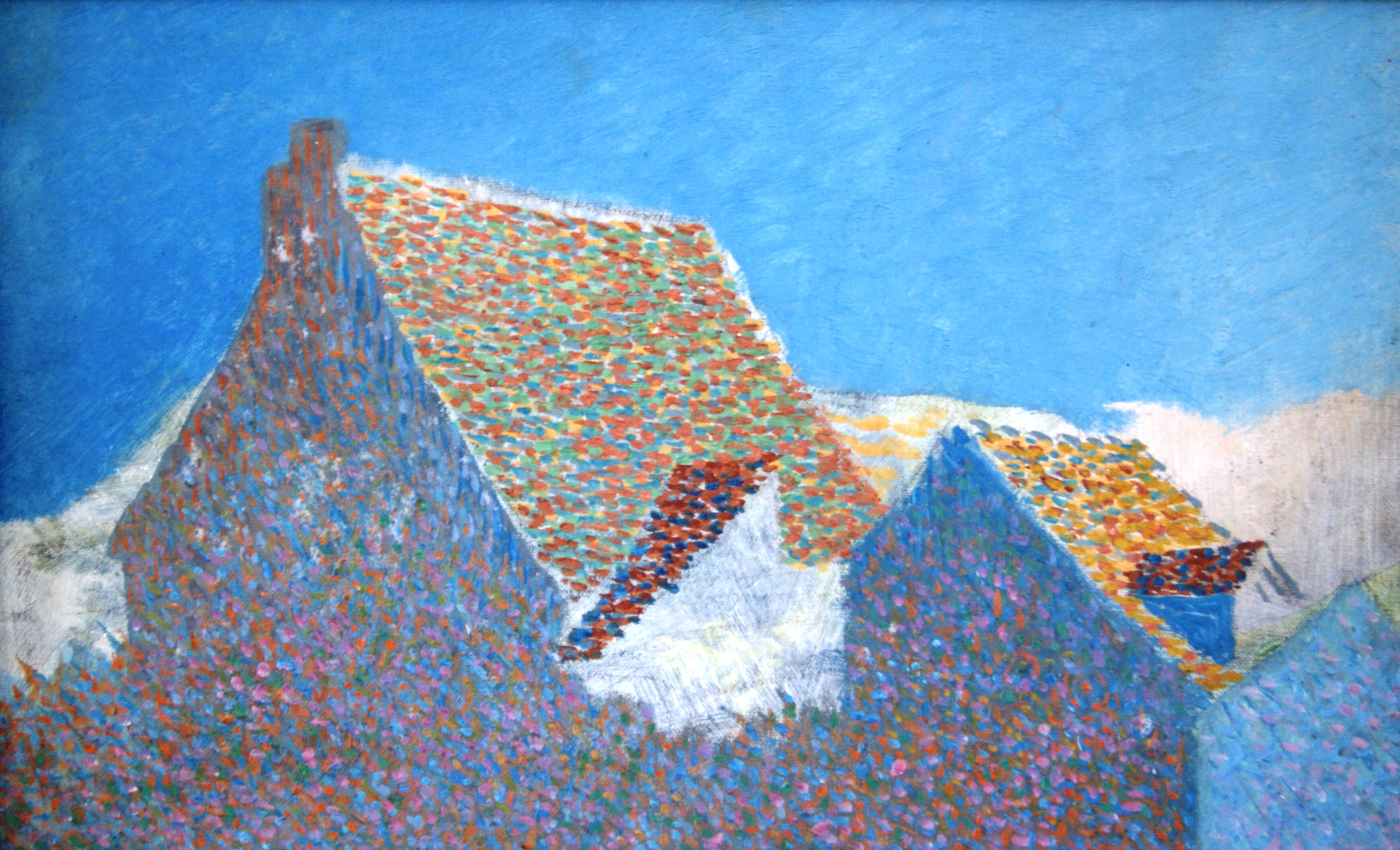
De gepunte daken, 1886
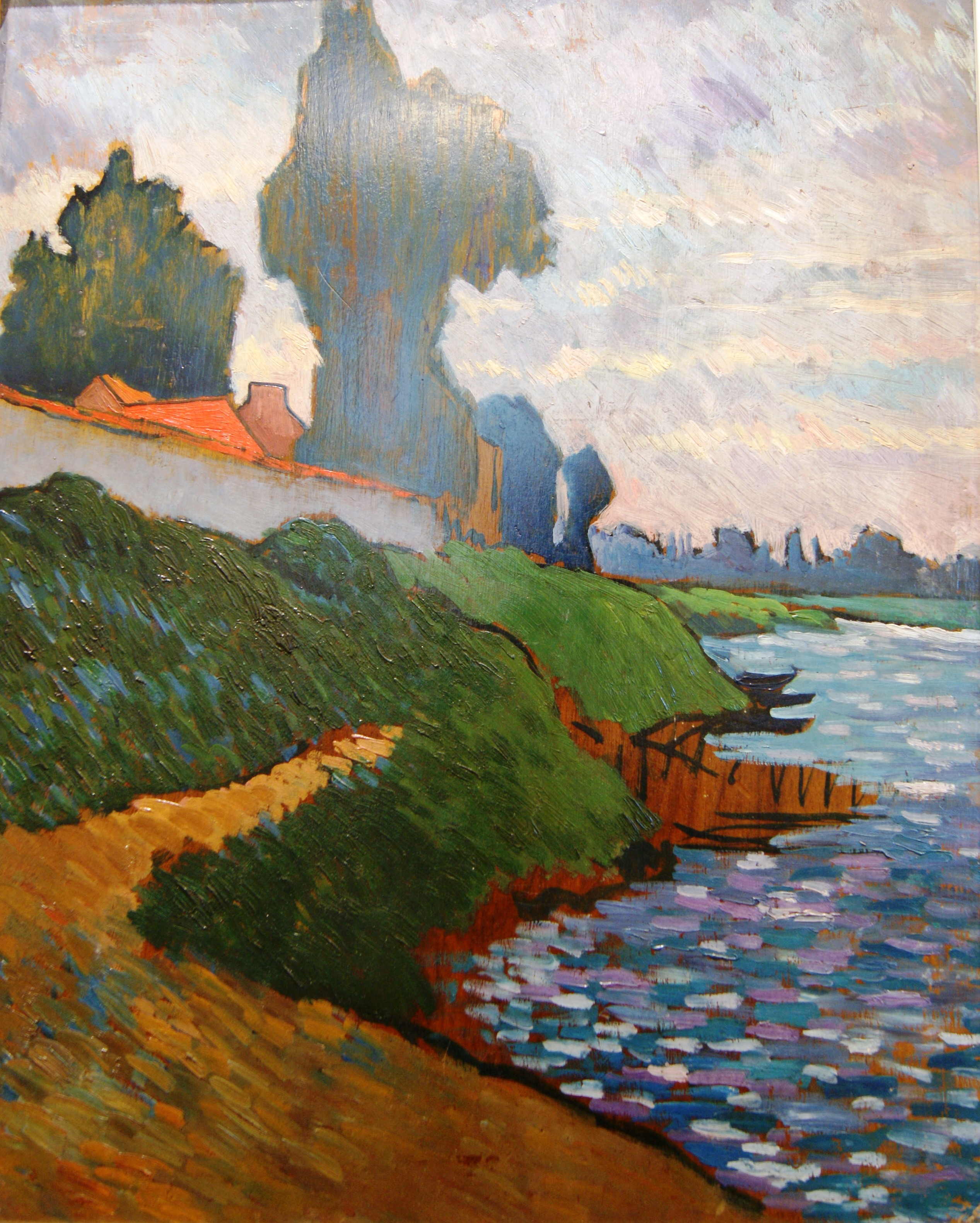
De Marne oever bij Lagny, ca. 1890
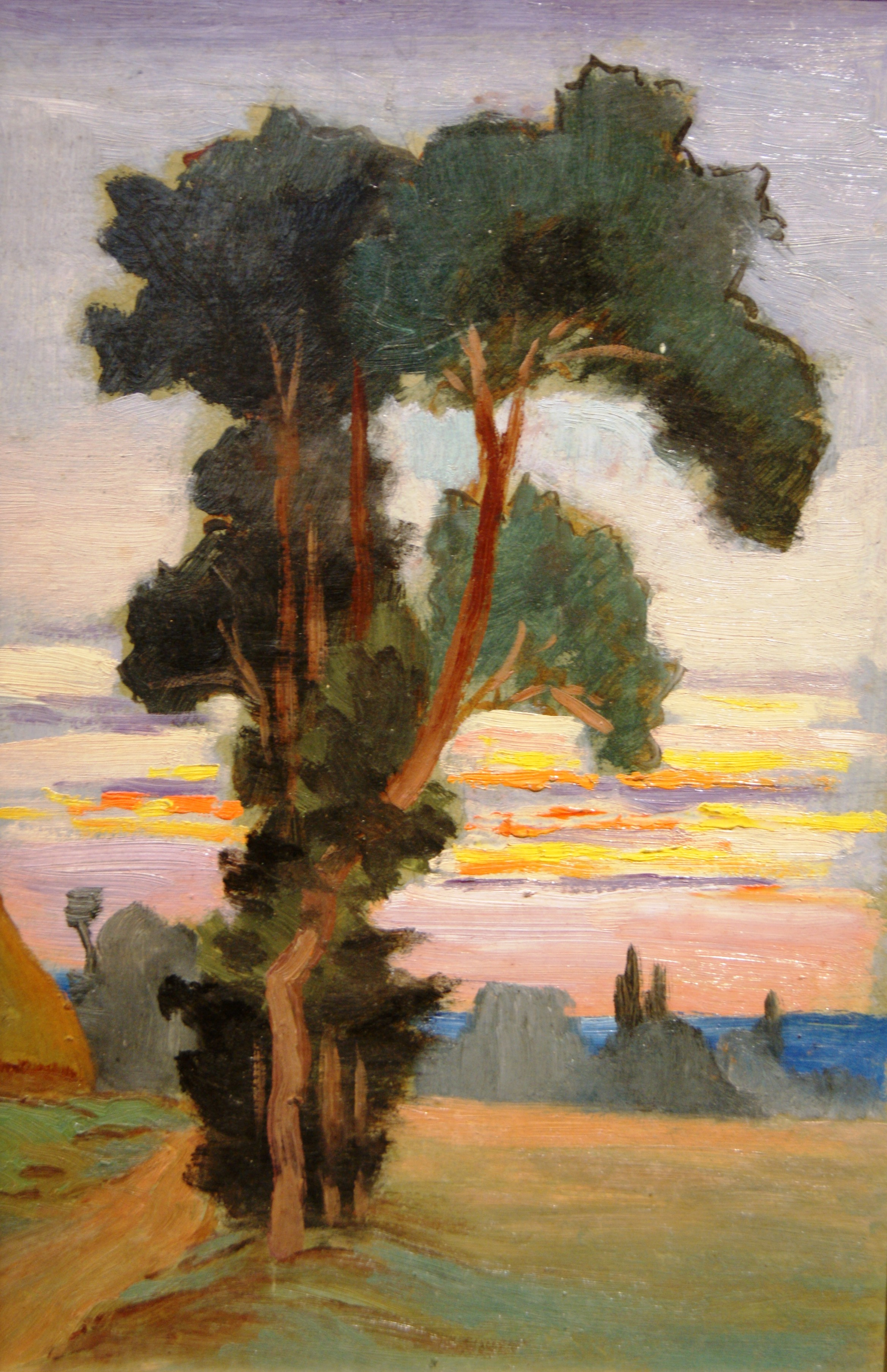
Bomen aan de kant van de weg, 1893

In 1896 werden een vijftigtal van zijn werken uit de periode 1884-1885 tentoongesteld in de Galerie Lafitte. Hij koos hier blijkbaar zelf voor studies naar de natuur in zijn eigen stijl wars van alle ‘-ismen’. Het voorwoord bij de catalogus was van de hand van Gustave Kahn, de symbolistische dichter.
Hoewel hij erkenning vond bij zijn artistieke collega’s, slaagde Gausson er niet of slechts heel moeilijk in, om van zijn kunst te leven. In 1901 neemt hij een betrekking aan bij de dienst voor koloniale zaken die hem naar Frans-Guinee voert waar hij blijft tot 1908. Hij was de eerste die schilderijen uit die regio meebracht naar Frankrijk. Na zijn terugkeer uit Afrika verblijft hij tot 1914 in Brie in Bretagne. De werken uit die tijd tonen de colorist in Gausson, zijn kleuren worden intenser en het beeld wordt als het ware samengesteld uit kleurvlakken.
Tijdens de Eerste Wereldoorlog neemt hij een betrekking aan bij de prefectuur van de politie en vanaf 1920 is hij werkzaam bij de Censure cinématographique (filmkeuring). Hij had het schilderen volledig opgegeven
Hij was op het einde van zijn leven gevestigd in Parijs, maar overleed tijdens een bezoek bij zijn neef in Lagny-sur-Marne.

## Weblinks
- Werken van Léo Gausson op The Athenaeum.
- Website Léo Gausson

- Bibliothèque nationale de France: cb149745540 (data)
- Gemeinsame Normdatei: 122788494
- International Standard Name Identifier: 0000 0000 6661 5877
- Library of Congress Control Number: nr2001013874
- RKD-Nederlands Instituut voor Kunstgeschiedenis: 30476
- Système universitaire de documentation: 030354358
- Union List of Artist Names: 500045254
- Virtual International Authority File: 32270661
- WorldCat: E39PBJkp7JRdVKbH9qqtQgt3Qq